# Aniello Arena
Pour les articles homonymes, voir Arena.
Aniello Arena, né le 4 août 1968 à Naples, est un écrivain et acteur italien, ancien criminel et membre de la Camorra.

## Biographie
Arena était membre de la Camorra de Barra, une banlieue de Naples. Détenu dans la prison de Volterra, il commence à jouer avec la Compagnia della Fortezza, une compagnie de théâtre composée de détenus dirigée par Armando Punzo. Après avoir obtenu le régime de semi-liberté grâce à l'article 21 du code de procédure pénale, il devient un acteur professionnel. Il fait ses débuts dans le monde du cinéma en tant qu'interprète du film Reality de Matteo Garrone, ce qui lui vaut une nomination au David di Donatello du meilleur acteur en 2012. En 2013, il publie un livre autobiographique intitulé L'aria è ottima (Quand il peut passer), publié par Rizzoli et écrit avec Maria Cristina Olati. En 2018, il se produit dans Dogman, également réalisé par Matteo Garrone.

## Filmographie
- 2012 : Reality de Matteo Garrone
- 2014 : Sul Vulcano de Gianfranco Pannone
- 2016 : Fiore de Claudio Giovannesi
- 2018 : Dogman de Matteo Garrone
- 2019 : Piranhas (La paranza dei bambini) de Claudio Giovannesi
- 2019 : Fiore gemello de Laura Luchetti
- 2019 : Martin Eden de Pietro Marcello
- 2020 : Ultras de Francesco Lettieri

## Récompenses et distinctions

### Récompenses
- 2013 : nomination au David di Donatello du meilleur acteur pour Reality
- 2013 : Ruban d'argent du meilleur acteur pour Reality
- (en) Aniello Arena: Awards, sur l'Internet Movie Database